# Петрино (община Ресен)
Вижте пояснителната страница за други значения на Петрино.
Петрино (на македонска литературна норма: Петрино) е село в община Ресен, Северна Македония.

## География
Селото е разположено на запад от град Ресен, в Изток планина.

## История
На 8 km западно от Петрино е разположена крепостта Кале, идентифицирана със средновековния град Василида.
В XIX век Петрино е село в Битолска кааза, Нахия Горна Преспа на Османската империя. В „Етнография на вилаетите Адрианопол, Монастир и Салоника“, издадена в Константинопол в 1878 година и отразяваща статистиката на населението от 1873 година, Петрина (Pétrina) е посочено като село с 8 домакинства и 22 жители българи.
Атанас Шопов минава през Петрино и в 1893 година го описва като „българско селце от няколко къщи“.
Според статистиката на Васил Кънчов („Македония. Етнография и статистика“) от 1900 година Петрино има 78 жители, всички българи християни. Селото пострадва по време на Илинденско-Преображенското въстание.
На Етнографската карта на Битолския вилает на Картографския институт в София от 1901 година Петрино е чисто българско село в Битолската каза на Битолския санджак с 13 къщи.
В началото на XX век жителите на селото е под върховенството на Българската екзархия. По данни на секретаря на екзархията Димитър Мишев („La Macédoine et sa Population Chrétienne“) през 1905 година в Петрино има 112 българи екзархисти.
Според преброяването от 2002 година селото е обезлюдено.